# 다이도지 마사시
다이도지 마사시(일본어: 大道寺 将司: 1948년 6월 5일 - 2017년 5월 14일)는 일본의 신좌파 테러리스트다. 동아시아반일무장전선 “늑대” 그룹의 리더격인 인물이었다.
북해도 쿠시로시 출신. 신문 스크랩을 하던 공무원 아버지, 북해도 도의회 의원이었던 의붓외삼촌, 60년 안보 반대운동에 앞장섰던 의붓외사촌 오타 마사쿠니 등의 영향으로 소학교 시절부터 일찍이 정치에 관심을 갖게 되었다.:69-71 중학교 입학 후, 학군에 아이누 거주구가 포함되어 있었기 때문에 아이누 동급생들과 교류할 수 있었고, 동급생들의 어려운 생활상과 아이누에 대한 취직 차별을 보고 문제의식을 갖기 시작했다.:72
북해도쿠시로코료고등학교 입학 후 다양한 데모에 참여했다.:75 고등학교 졸업 후 오사카외국어대학에 수험했다. 불합격했지만 그대로 오사카에 잔류했고,:77 가마가사키 부근에서 약 1년간 생활했다.:102-104 이후 와세다대학 수험을 구실로 상경했으나 시험을 보지 않고 그대로 낭인 생활을 계속하면서 고등학교 동창들과 다양한 데모에 참가했다. 그러던 중 고등학교 선배들이 활동하던 사회주의연구회에 참여하게 되었고, 이 동아리에서 호세이대학에 운동 발판을 마련해야 한다는 지령을 받고 호세이대 문학부 사학과에 입학했다.:83-88
입학 초기에는 당시 문학부 학생회를 장악하고 있던 사청동 해방파와 함께 행동했지만,:84 정파운동 특유의 상명하복 분위기에 적응하지 못해 대학 반 친구였던 카타오카 토시아키 등과 함께 논섹트 단위인 “호세이대 L반 투쟁위원회”를 결성했다. 다른 대학의 문과대생들에게도 참여를 권유하여 한때 회원 수가 백수십 명으로 불어났으나, 전공투 운동 및 70년 안보의 패배와 함께 조직은 자연소멸되었다.:105-110
이후 다이도지는 대학도 중퇴했지만,:105 투쟁은 계속되어야 한다는 생각에 카타오카 등 소수의 L반 위원회 멤버들과 함께 연구회를 결성했다. 이 무렵 동창회에서 재회한 고등학교 동창 고마자와 아야코를 운동권으로 오르그했고, 이를 계기로 교제, 동거하다가 결혼했다. 이후 1970년 7월 7일 화교청년투쟁위원회에서 발표한 신좌파 제파에 대한 결별선언에 충격을 받는다. 이것을 계기로 다이도지 등의 연구회는 “일본제국주의”가 아시아 각지에서 행해온 “악행”을 집중적으로 학습하여 과격한 반일사상을 키워나갔다.:110-111 다이도지 본인도 북해도 출신으로서 원래부터 아이누에 대한 속죄의식이 깊었다.:124
연구회를 도시유격대로 전환할 것을 결의하고, 반일무장전선을 정식으로 결성하기 전에 흥아관음·순국칠사지비 폭파사건, 풍설의 군상·북방문화연구시설 폭파사건을 일으켰다. 1972년 말 동아시아반일무장전선 “늑대”를 정식으로 결성한 후, 무지개 작전(히로히토 천황 폭탄암살 미수사건), 미츠비시중공 폭파사건 및 기타 9건의 연속기업폭파사건을 일으켰다. 이후 9건의 주범으로 기소되었다.
재판 중 순순히 자백했던 것에 대하여 사사키 쇼지(사사키 노리오의 형) 등 지원자들에게 격렬한 비난을 받아 반성, 이후 끈질긴 옥중투쟁・법정투쟁을 전개했다.:220-256 그러던 와중 일본적군이 일으킨 쿠알라룸푸르 사건 및 다카 사건으로 사사키 노리오・다이도지 아야코・에키다 유키코가 초법적 조치로 석방・출국해서 일본적군에 합류했으나, 다이도지 마사시는 응하지 않고 감옥에 남았다.
1987년 3월 24일, 최고재판소에서 사형이 확정되었다. 2008년 재심도 기각되면서 사형이 완전히 확정되었다. 그러나 체포되지 않은 멤버들에 대한 재판이 완결되지 못했기에 형을 집행할 수 없어 사실상 무기징역으로 수감되어 있었다. 옥중에서 문예활동을 개시해서 하이쿠 시인으로 등단했다. 하이쿠집 『관 한 짝』(棺一基)은 2013년 일본일행시대상 하이쿠 부문을 수상했다.
2017년 5월 24일 동경구치소에서 다발성 골수종으로 타계. 향년 68세.

## 저서
- (일본어) 『腹腹時計』
- (일본어) 《明けの星を見上げて―大道寺将司獄中書簡集》. れんが書房新社. 1984년 2월. ASIN B000J73GV4.
- (일본어) 《死刑確定中》. 太田出版. 1997년 12월. ISBN 9784872333664.
- (일본어) 《友へ―大道寺将司句集》. ぱる出版. 2001. ISBN 9784893868596.
- (일본어) 《鴉の目―大道寺将司句集》 2. 現代企画室・海曜社. 2007년 1월 1일. ISBN 9784773807028.
- (일본어) 《棺一基 大道寺将司全句集》. 太田出版. 2012년 4월 3일. ISBN 9784778313067.
- (일본어) 《残の月 大道寺将司全句集》. 太田出版. 2015년 11월 9일. ISBN 9784778314859.
- (일본어) 《最終獄中通信》. 河出書房新社. 2018년 3월 24일. ISBN 9784309026596.
  - (한국어) 《최종옥중통신》. 에디투스. 2022년 7월 29일. ISBN 9791191535068.